# Bader-Ann

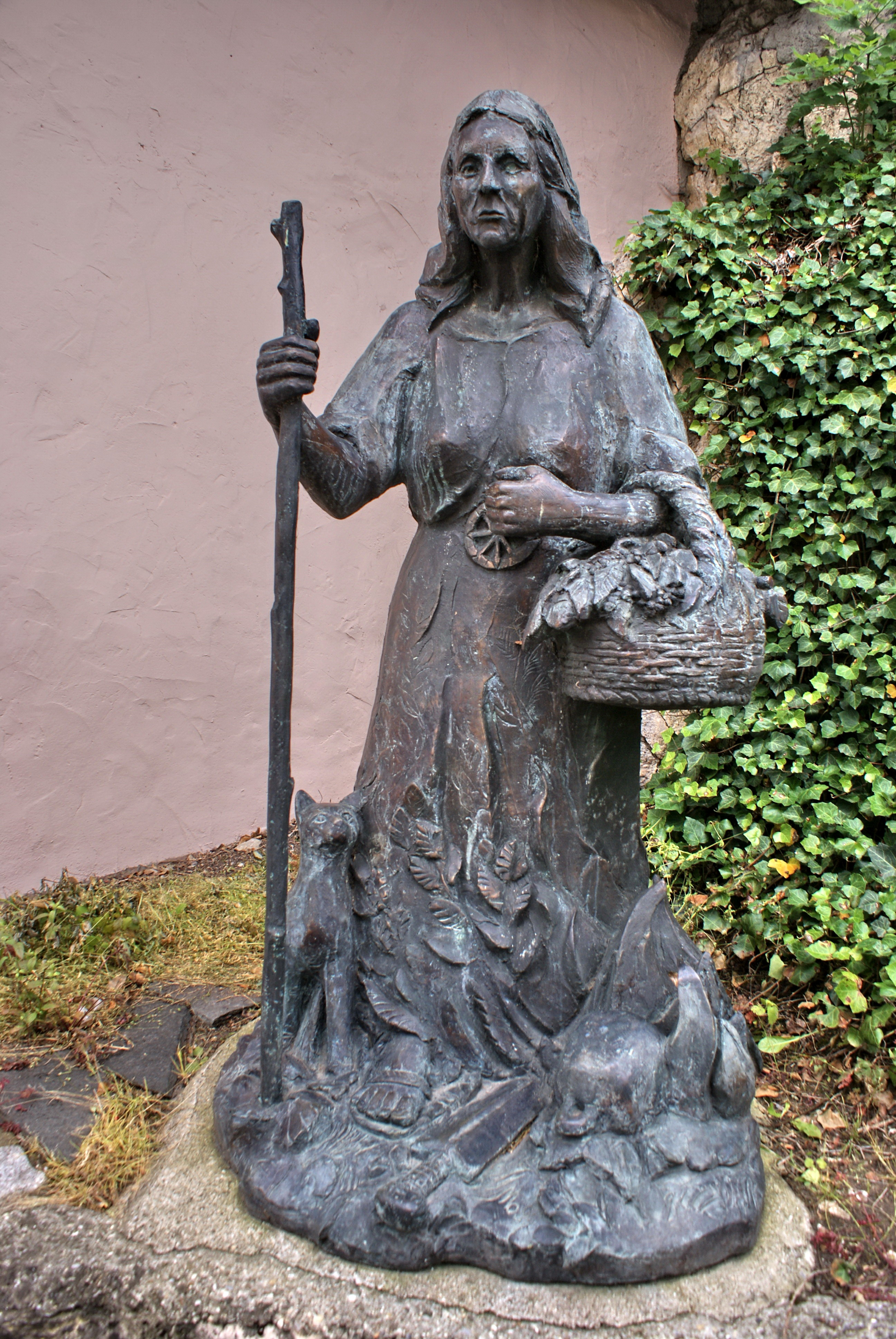
1994 errichtete Skulptur zur Erinnerung an die als „Hexe“ hingerichtete Bader-Ann in Veringenstadt (Künstlerin: Monika Geiselhart (Reutlingen))

Bader-Ann, eigentlich Anna Kramer (* 1619 in Leiße (Liesen) im Kurkölner Amt Medebach; † 8. Juni 1680 in Veringenstadt), wurde als Hexe hingerichtet. Im Stadtarchiv von Veringenstadt befinden sich aus dem Jahre 1680 die Protokolle des Hexenprozesses gegen Anna Kramer, von der Bevölkerung als Bader-Ann bezeichnet, und im Heimatmuseum Veringenstadt wird das Hexenhemd von Veringenstadt aufbewahrt. Dieses Hemd sollte die Macht haben, den Einfluss des Teufels auf die Person, die dieses Hemd trägt, zu verhindern.
Das Hemd ist vom 10. bis 17. Mai 1680, also in sieben Tagen, von sieben dreizehnjährigen Kindern gesponnen, gewoben und genäht worden. In die Säume wurden geweihte „magische Zettel“ eingenäht. Bader-Ann musste es während ihrer Vernehmungen tragen.
Die Bader-Ann wurde als Hexe verurteilt und am 8. Juni 1680 enthauptet und verbrannt.

## Leben

### Kindheit
Zur Zeit des Dreißigjährigen Kriegs, gegen Ende des Jahres 1619, wurde Anna Kramer in Leiße, einem heute abgegangenen Dorf im kurkölnischen Sauerland, geboren. Ihre Eltern waren der Tagelöhner Johann Kramer und seine Ehefrau Elisabet Reisthal. Wenige Jahre nach ihrer Geburt starb Annas Mutter an der Pest und ihr Vater ging nach einiger Zeit eine zweite Ehe ein. Doch die Stiefmutter hielt das Kind sehr streng, weshalb Anna schon im folgenden Jahr von ihrer Base, der Witwe Margareta Eitler, die keine eigenen Kinder hatte, gegen ein geringes Kostgeld zur Pflege und Erziehung in deren Haus aufgenommen wurde. Als Anna zwölf Jahre alt war, starb auch ihr Vater. Die Base erhielt nun kein Kostgeld mehr, behielt Anna aber dennoch bei sich.

### Erste Ehe
Im Herbst 1634 bezog eine Abteilung der schwäbischen Kreistruppen, die sogenannten Truchsess-Scheerische Kompanie, die unter dem Befehl des Grafen Christof Karl, Truchsess zu Waldburg-Scheer, stand, den Ort Leiße, um Winterquartier zu nehmen. In das Haus der Base kamen drei Männer: der „Schnapphau“, der „Füllehans“, beide aus Sigmaringen, und der Feldscher oder Arzt der Kompanie, Albert Kohler aus Veringenstadt. Bereits nach kurzer Zeit ging Anna mit Albert Kohler ein Liebesverhältnis ein, und schon ein Vierteljahr später, am 20. Februar 1635, heirateten die beiden am Fastnachtdienstag.
Nach der Trauung wohnte das junge Ehepaar noch kurze Zeit bei der Base, bis die Truchsess-Scheerische Kompanie Anfang Mai wieder ins Feld abmarschieren musste und über ein Jahr im Lande hin und her zog. Anna zog immer ihrem Mann nach und war meist in Gesellschaft der ebenfalls mitziehenden Frau des Rittmeisters, der sie gegen Bezahlung diente.
Im Herbst 1636 wurde ihr Mann aus der Kompanie entlassen, und die 16-jährige Anna zog mit ihm in seine Heimat Veringenstadt. Dort erhielt ihr Mann von seiner Mutter die Badstube und einige Feldstücke. Der während seiner Abwesenheit verstorbene Vater war nämlich Barbier oder Bader (Stadtarzt) gewesen, diese Stelle übernahm nun der Sohn. Die Badstube stand an der Lauchert bei der Mühle und war mit einer wirklichen Badeanstalt verbunden.
Seit dieser Zeit wurde Anna in Veringenstadt die „Bader-Ann“ genannt. Die ersten 21 Jahre lebte sie in Frieden mit ihrem Mann und den Nachbarn. Ihr Mann, der Bader Albert Kohler, kränkelte längere Zeit und starb im Jahre 1656. Von den fünf in der Ehe geborenen Kindern lebten noch drei beim Tode ihres Vaters: Albrecht (17 Jahre) sowie die jüngeren Töchter Johanna und Maria.

### Zweite Ehe
1657 heiratete sie nach kurzem Witwenstand mit 37 Jahren den 51 Jahre alten Hufschmied Andreas Endriß, dessen dritte Ehefrau kurz vorher gestorben war. Die Badstube überließ sie ihrem Sohne Albrecht, der das Geschäft fortführen sollte. Anna selbst zog zu ihrem zweiten Mann in die Schmiede am Marktplatz.
In ihrer zweiten Ehe fühlte sich die Bader-Ann bald sehr unglücklich. Anders als der gutmütige Bader war Endriß ein rauer, aufbrausender „Übelschwörer“ und „Flucher“, dem sie nicht nur die umfangreichen Hausarbeiten besorgen, sondern auch tagtäglich eine Menge beschwerlicher Feldgeschäfte verrichten sollte, wofür sie aber selten ein freundliches Wort bekam. Deshalb lief sie bereits fünf Wochen nach ihrer zweiten Hochzeit heimlich aus der Schmiede und begab sich nach einigem Herumziehen wieder in die Badstube, die jetzt aber ihr Sohn führte.
Nach mehrfachem Zureden und auf Versprechungen ihres zweiten Mannes kehrte sie nach einigen Tagen wieder zu ihm zurück, wo jedoch die neuen Dinge bald ärger wurden als die alten waren und wo sie nach des Schmieds eigener Angabe von ihm oft geschlagen wurde „wie eine Garb“. Dabei vollführten sie miteinander manchmal ein solches „Höllenspektakel“, selbst auf öffentlicher Straße, dass sich viele Leute daran störten und bei dem Schultheißen Klage darüber führten. Doch halfen weder die Ermahnungen des Schultheißen, noch Arrest- und Geldstrafen.

### Erste Beschwerden
Deshalb wandten sich Schultheiß, Bürgermeister und Rat der Stadt Veringen in einer Beschwerdeschrift am 23. Mai 1658 an die fürstliche Oberbehörde in Sigmaringen und berichteten: „Was gestalten Andreas Endriß mit seiner Hausfrau Anna Kramer tags und nachts ein ärgerliches Leben, mit wütendem Fluchen, Schwören, Schänden, Schmähen, Schlagen und andern unbilligen Sachen, woraus Totschlag, Brand oder anderes Unheil erfolgen könnte, und bitten um Abstellung, da sie solches nicht länger dulden können, in Befürchtung göttlicher Strafe für eine ganze Gemeinde“. Diesem Schritte folgte einige Ruhe und Zurückgezogenheit und die Bader-Ann gebar 1660 einen Sohn, der Bartle genannt wurde. Allerdings stellte sich letztlich keine Besserung des ehelichen Verhältnisses ein, vielmehr brachen die alten Auseinandersetzungen wieder mit großer Wut aus. Zu Hause blieb sie nicht gerne, sondern zog lieber in den benachbarten Orten umher, wo sie häufig als Heilerin auftrat und besonders bei Frauen- und Kinderkrankheiten Erfolge erzielt haben soll. Dabei bediente sie sich anfangs verschiedener Kräuter, Tränke und anderer natürlicher Mittel, später verwendete sie „allerlei Hokuspokus“, wodurch sie nach und nach allerlei Verdacht gegen sich heraufbeschwor.

### Erster Vorwurf der Hexerei
Nun wurde in Veringenstadt und Umgebung das Gemurmel immer lauter, die Bader-Ann sei „nichts Rechts“, „nichts Guts“, „ein bös Mensch“, „ein Unhold“. Im Herbst 1668 beschuldigte die Witwe Anna Herre sie sogar der Hexerei. Sie behauptete nämlich, von der Bader-Ann einen verhexten Musbrei erhalten zu haben, auf dessen Genuss sie todkrank geworden sei. Nachdem sie geweihten Theriak eingenommen hatte, musste sie erbrechen und habe dabei einen lebendigen Wurm, ähnlich einer Eidechse, ausgespuckt. Daraus erkenne jedermann, dass der Brei von einer bösen Person gekommen sei und die Bader-Ann eine Hexe sei. Darüber entstand ein Klatsch und Geschwätz, das bei manchen die Vorstellung auslöste, dieser oder jener unaufgeklärte Unfall wäre auch von der Bader-Ann verursacht worden.
Dies wollte die Bader-Ann jedoch nicht auf sich beruhen lassen und ihr Mann reichte eine Klage bei dem Vizekanzler in Sigmaringen um Widerruf und Rettung ihrer Ehre ein. Der Vizekanzler stellte eine kleine Untersuchung an und verhörte am 21. November 1668 außer der Witwe Herre weitere neun Personen, die vorher alle etwas gegen die Bader-Ann ausgesagt hatten. Alle sprachen jedoch nur den Verdacht aus, die Bader-Ann könnte die ihnen widerfahrenen Unfälle verursacht haben. Sie werde ja auch vom eigenen Mann als Hexe gescholten. Da ihr Mann beteuerte, er wisse nichts und diese Rede sei ihm nur im Zorne entfahren, so wurden alle zum Stillschweigen aufgefordert. Dem Schultheißen wurde aber aufgetragen, etwaige weitere Indizien zu sammeln, weil die Bader-Ann verdächtig und ein solch Mensch sei, die immer fluche, schwöre, schände, schelte, schmähe und ein Wesen führe, dass es im Himmel zu erbarmen sei, weshalb ihr auch ein Widerruf versagt werden müsse. Dadurch war nun der Denunziation das Tor geöffnet und es kamen nach und nach so viele Anzeigen, dass sich die Oberbehörde genötigt sah, eine größere Untersuchung einzuleiten.

### Allgemeine Inquisition gegen die Bader-Ann
Am 15. Juni 1676 wurde daher zu Veringenstadt eine allgemeine Inquisition gegen die Bader-Ann vorgenommen, in welcher ein Bürger nach dem andern verhört wurde. Viele bekannten, sie wissen nichts, als was sie täglich überall, selbst von den Kindern auf der Gasse hören müssen, dass nämlich die Bader-Ann „nichts Rechts“ und „nichts Guts“ sei. Andere brachten nichtige Verdachtsgründe, oder erzählten von ihrem verdächtigen Betragen und von ihrem unverträglichen gottlosen Wesen gegenüber anderen, sie habe mit ihnen gezankt, ihnen gedroht, oder Böses angewünscht und daraufhin wäre ihnen an Leib oder Eigentum Schaden zugestoßen; kein Einziger konnte aber beweisen, dass sie wirklich die Verursacherin solchen Schadens gewesen sei, aber auch kein Einziger trat für ihre Schuldlosigkeit ein, nicht einmal der Mann oder der eigene Sohn. Auf diese Weise endete die zweite Untersuchung ebenso ergebnislos wie die erste.

### Malefiz-Anklage
Einen neuen Anstoß zu ernstem gerichtlichen Einschreiten gegen die Bader-Ann gab bald danach ihr nächster Nachbar, der Maurer Mathias Allgaier, der früher immer gesagt hatte, er wisse nichts Unrechtes von ihr. Das führte zur Malefiz-Anklage, also des schweren Verbrechens. Er behauptete steif und fest, sie habe seiner Frau, die im März 1680 starb, und seinen Sohn Paule, der am 29. März schwer erkrankte, „malefizisch infizirt“ und sie verhext. Vom 2. April an wiederholte er seine Anklagen gegen sie mit stürmischem Eifer so oft, bis der Stadtrat am 29. April 1680 den Bürgermeister mit einem Schreiben an den Vizekanzler und Rat Johannes Kirsinger nach Sigmaringen schickte. Darin wird betont, dass der Maurer Mathias Allgaier bei jeder Ratssitzung erscheine und die Bader-Ann „rationo maleficii“ (des wahren Boshaftigkeit/des Verbrechens, maleficus – boshaft, gottlos) anklage, und heute habe er erklärt, er könne und wolle neben ihr nicht mehr bleiben, entweder müsse sie oder er aus dem Leben. Zur Verhütung größeren Übels möge der Hr. Kanzler das Geeignete anordnen. Allgaier wartete die Rückantwort nicht ab, sondern wandte sich am 1. Mai 1680 in einem Bittschreiben direkt an den Fürsten und brachte darin vor, dass die Bader-Ann seinen Sohn Paule malefizisch angegriffen und zu einem elenden Menschen gemacht, sein Eheweib und außerdem Ross und Vieh in seinem Stall infiziert und viel andern Schaden verursacht habe, weshalb sein untertänigstes, herzreißendes, flehentliches Bitten dahin gehe, Fürstliche Gnaden möchten um der Gerechtigkeit und Barmherzigkeit Gottes willen befehlen, dass diese schädliche Person mit Urteil und Recht vorgenommen, und was zu Recht erkannt, an ihr vollzogen werde, weil er sonst seinen vollständigen Untergang und die ganze Stadt und Landschaft große Übel, das Verderben der Feldfrüchte und anderes zu besorgen habe. Er wisse gewiss, wie ihm alles Übel durch diese Bader-Ann auf den Hals gekommen sei, und könne mit Gut und Blut, mit Leben und Sterben versichern, dass sie ihm und anderen solch jämmerlich Malefiz angetan habe.

## Hexenprozess

### Verhaftung

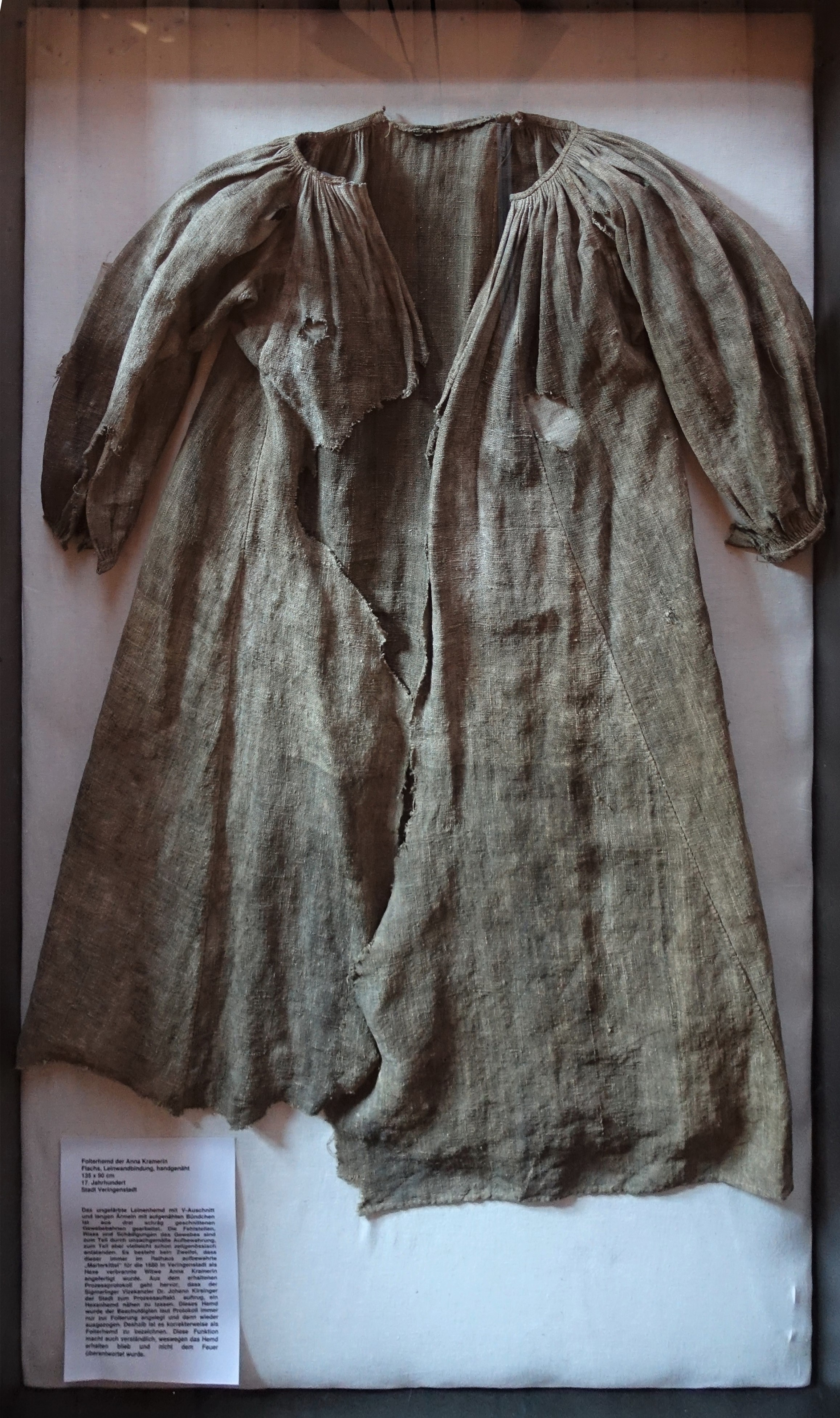
Folterhemd der Anna Kramerin, die 1680 in Veringenstadt als „Hexe“ verbrannt wurde. Flachs; Leinwandbindung; handgenäht 135 × 90 cm; 17. Jahrhundert.

Am 4. Mai 1680 untersuchte der Vizekanzler die Sache, besuchte und verhörte den Paule Allgaier an seinem Krankenbett und nahm auf dem Rathaus wieder eine Menge Klagen entgegen. Auf die entschiedenen Anschuldigungen und dringenden Indizien des Mathias Allgaier und seines Sohnes Paule unternahm das Gericht weitere Schritte. Der Vizekanzler legte die Sache dem Fürsten vor und wurde von ihm mit der Festnahme und dem Verhör der Angeklagten beauftragt.
Am Donnerstag, den 9. Mai, schickte er abends seinen Kanzleiknecht mit einem Verhaftungsbefehl nach Veringenstadt, wo er die Bader-Ann in der Nacht vom Donnerstag auf den Freitag, aber erst mit Anfang des Freitags festnehmen sollte. Die Bader-Ann, die sich zu Hause nicht mehr sicher fühlte, hatte sich schon einige Tage in der Nachbarschaft umhergetrieben, kam aber gerade donnerstagabends spät heim und wurde dann um 1.00 Uhr nachts durch den Stadtknecht von Veringen und den Kanzleiknecht von Sigmaringen ergriffen, ins Gefängnis gebracht und bewacht. Durch einen eilenden Extraboten von diesem „glücklichen“ Ereignis benachrichtigt, ritt der Vizekanzler Dr. Johannes Kirsinger mit dem Sekretär und Registrator Sturm sogleich am Freitag, den 10. Mai, nach Veringenstadt. Dort angekommen hörte er, dass die Verhaftete im unteren Torturm gefangen liege, weshalb er, aus Furcht, er könnte verhext werden, sich nicht getraute dieses Tor zu passieren. Deshalb nahm er seinen Weg dem linken Lauchertufer entlang und ritt beim oberen Tor ein. Auf dem Rathaus traf er nun alle Anordnungen, die zur gütlichen und peinlichen Befragung (contra Veneficii) bei Hexen nötig waren. In das Gerichtslokal ließ er Weihwasser, Malefizwachs, benedizierte Sachen, eine Teufelsgeißel, Ruten, Essig, Schwefel, schwarzen Kümmel und anderes bringen, befahl die Folterkammer und die Folterwerkzeuge in guten Stand zu setzen, ordnete die Herstellung eines Hexenhemdes an, damit am nächsten Freitag nötigenfalls die erste peinliche Frage oder Tortur, wozu es unentbehrlich sei, stattfinden könne, hieß aus dem Stadtrat zwei Gerichtsbeisitzer auswählen, die der Verhafteten weder verwandt noch feindlich seien, erinnerte die Scharfrichter de fidelitat et tociturnitate und erteilte ihnen und anderen noch viele Aufträge.

### Erstes Verhör
Erstes Verhör der wegen Hexerei angeklagten Bader-Ann am Samstag, den 11. Mai 1680, in Gegenwart des fürstlichen Kanzlers Dr. Johannes Kirsinger und seines Registrators Sturm, beide von Sigmaringen, sowie des Bürgermeisters Georg Epple und des Stadtrats Johannes Heberle, beide von Veringenstadt (Dauer von morgens 8.00 bis mittags 12.00 Uhr).
Der Stadtknecht sollte vorerst über Verdächtiges berichten. Er sagte, bei der Gefangennahme habe er vor dem Haus eine Kröte und im Hausgang eine schwarze Katze bemerkt, von der Verhafteten habe er nichts Unrechtes gesehen und gehört, sie sage immer, sie sei unschuldig und wisse von nichts.
Nun wurde die Bader-Ann vorgeführt. Nachdem ihre Personalien festgestellt waren, wurde sie mit einer Menge Suggestivfragen bestürmt, ob sie kleinmütig geworden, ungeduldige Reden geführt, nichts Unrechtes gewünscht, ob niemand zu ihr gekommen und so weiter, worauf sie gewöhnlich nur mit „Ja“ oder „Nein“ antwortete. Als ihr auf diese Weise nicht beizukommen war, wurde ihr die Frageliste des Christophorus Besoldus vorgelegt, über Glauben, Religion, Gott, Heilige, Sakramente, Teufel, dessen Entsagung, Dienst usw.
Anschließend wurde sie wegen der vielen gegen sie eingegangenen Klagen befragt, aber auch damit wurde nichts erreicht. Wiederholt wurde ihr der große, auf ihr lastende Verdacht vorgehalten und sie gemahnt, die gründliche Wahrheit in Güte anzugeben, damit man nicht zu andern Mitteln gezwungen werde. Sie beteuerte ihre Unschuld und beklagte sich über das Unrecht, das ihr durch den Vorwurf dieses Lasters geschehe. Nachdem ihr das Protokoll vorgelesen wurde, wurde sie in das Gefängnis abgeführt.

### Zweites Verhör
Zweites Verhör am Mittwoch, den 15. Mai 1680, durch die gleichen Personen. Dauer von 9.30 Uhr morgens bis nachmittags 14.00 Uhr. – Weil die Angeklagte Bader-Ann auch heute alle Anschuldigungen gegen sie leugnete, wurden die Kläger bzw. Zeugen vorgerufen, in Gegenwart der Verhafteten über den Meineid belehrt und vereidet. Auf die eindringliche Ermahnung der Angeklagten, jetzt ein Schuldbekenntnis abzulegen, oder die Indizien zu entkräften, erbot sie sich zur Ablegung eines Eides, um dadurch ihre bisherigen Angaben und ihre Unschuld zu bekräftigen. Dieser Antrag wurde abgewiesen und sie zurück in das Gefängnis geführt. Die Zeugen mussten ebenfalls abtreten, damit zur Feststellung der Tatsachen einer nach dem andern allein vorgerufen und besonders examiniert werden konnte.
1. Mathias Allgaier, Maurer, gibt an: Voriges Jahr habe sein Weib eine Beule, wie eine rote Erbse, am Kopfe bekommen. Diese sei immer größer geworden, habe sich bis um Michaelis an den Hals herunter gesetzt, ihr schließlich vor vier oder fünf Wochen die Sprache genommen; zwei Tage später sei sie gestorben. Der Baden Hansmichel habe sogleich behauptet, das sei kein natürliches Wesen, es komme von bösen Leuten und seine Frau habe geäußert, es müsse ihr von der Bader-Ann angetan worden sein. Sonst seien ihm vorher auch viele Pferde und Vieh eingegangen und der Abdecker habe jedes Mal gesagt, das komme von bösen Leuten.
2. Paul Allgaier (20 Jahre alt): Er habe am 29. März 1680 der Bader-Ann auf Verlangen einen Hecht gebracht, wobei sie auf der Stiege mit ihm gesprochen und ihn stark angehaucht habe. Einige Stunden nachher sei ihm ein Schneiden im Bauch entstanden, dass er ins Bett musste. Da habe ihn aber ein solcher Frost geschüttelt, dass er drei Tage keine Ruhe hatte, auch sei er tobend worden, vom Verstand gekommen und hätte alle Leute ermorden mögen. Er habe danach ein starkes Schlagen um die Herzgrub gespürt und es sei ihm vorkommen, als wenn drei Blutstropfen von beiden Armen und Seiten dem Herz zufahren und ihm dieses abstoßen wollen. Auf geistliche Mittel von den Kapuzinern zu Riedlingen sei er wieder zu Verstand gekommen, aber er sei noch ganz schwach, elend und kraftlos. Er wolle drauf leben und sterben, die Bader-Ann habe dies ihm durch ihren Atem angetan.
3. Maria Grüner von Veringendorf (20 Jahre alt): Als sie vor einem Jahr auf Stetten Öhmd mähte, sei die Bader-Ann mit einem Grasbüschel nahe an ihr vorbeigegangen, habe mit ihr gesprochen und den Atem stark an sie gelassen. Darauf sei ihr der Hals ganz starr geworden, Kopf und Backen geschwollen, der Atem fast ausgeblieben und sie habe sich heim ins Bett bringen lassen müssen, wo sie acht Tage daran litt. Durch Einnehmen geweihter Sachen vom Geistlichen von Veringenstadt sei ihr zwar wieder geholfen worden, doch spüre sie das Übel bei unsteter Witterung immer noch am Gehör.
4. Marth Roth (55 Jahre alt): Vor 33 Jahren (also 1647) sei sie von der Bader-Ann, mit der sie gesprochen hatte, mit den Fingern auf die linke Achsel geschlagen worden. Sie habe davon daraufhin Schmerzen empfunden, die ihr durch den Arm heruntergegangen seien und der Arm sei nach drei Tagen schwarz geworden. Der zu Rat gezogene Jakob Abt von Harthausen habe ihr den Arm gesegnet und mit Sachen überschlagen, der Schmerz sei ihr aber doch in alle Glieder gekommen und sie müsse bis heute daran leiden und sie sei, wie der Augenschein zeige, ganz lahm und verkrüppelt davon geworden.
5. Anna Maria Fritz (50 Jahre alt): Vor vielen Jahren habe ihr die Bader-Ann in einem Wortwechsel gedroht, sie wolle ihr einen Haufen vor die Tür machen, den man mit Karren wegfahren müsse. Gleich am anderen Tag sei ihrem Ross der Kiefer verkrampft. Es habe nichts mehr fressen können und sei nach starkem Toben krepiert. Der Abdecker habe gefunden, dass böse Leute dieses verursacht hätten. Vor sechs oder sieben Jahren sei einem andern ihrer Pferde das Gleiche begegnet.
6. Anna Fischer (37 Jahre alt): Vor sieben Jahren habe ihr die Bader-Ann Äpfel geschenkt. Nachdem sie von einem einen Bissen gegessen gehabt, sei ihr der Verdacht gekommen, die Bader-Ann könnte etwas hineingetan haben, worauf sie alle ins Wasser warf. Kaum eine halbe Stunde danach sei ihr dann sterbensweh geworden. Nachdem sie Theriak eingenommenen hatte, musste sie stark erbrechen, danach habe sie Dreikönigwasser getrunken und daraufhin Besserung empfunden.
7. Martin Batzer (39 Jahre alt): Vor 20 Jahren habe er zum Beschlagen ein Pferd mit einem Fohlen vor der Schmiede gehabt. Auf das Fohlen habe die Bader-Ann zum Fenster heraus scharf gesehen und als er nach Hause kam sei dem vorher noch muntern Fohlen der Kiefer verkrampft, doch hab ihm der Müller Marte von Hettingen wieder geholfen.
8. Mathäus Falchner (30 Jahre alt): Voriges Jahr habe er vor der Schmiede einen Fuchsen beschlagen lassen, und die Schmiedin sei nächst hinter dem Pferd herumgegangen. Von da an habe das Pferd im Fressen, Ziehen und am Leib abgenommen und sei fünf Tage später krepiert. Vor fünf Wochen, als ihm der Schmied wieder einen Rappen beschlagen hatte, habe die Bader-Ann vom Fenster herunter Speichel auf das Pferd fallen lassen. Danach habe das Pferd nicht mehr gefressen. Er sei deshalb eilends zum Schäfer Johannes Rädle nach Neufra, der in solchen Fällen zu helfen verstehe, wenn man vor Ablauf des dritten Tages zu ihm komme. Dieser habe ihm ein Abzeichen mitgegeben, das geholfen hatte. Seit er aber dieses Abzeichen im Stall habe, höre er darin nachts oft ein großes Getümmel, und wenn er hinunter komme, treffe er darin immer schwarze Katzen.
9. Georg Heberle, Nachtwächter (32 Jahre alt): Vor fünf Wochen habe er abends 21.00 Uhr eine schwarze Frau aus dem Stall des Scharfrichters herausgehend gesehen und als er danach zur Schmiede kam, seien aus der offenen Haustür zwei schwarze Katzen gegen ihn gesprungen, worüber er erschrocken und fortgegangen sei.
10. Jakob Heberle sagt: Sein Bruder Johann, der jetzt im Siechenhaus in Laiz sei, habe vor 15 Jahren bei der Bader-Ann gedient. Da habe er eines Morgens früh im Stalle gesehen, dass ein schwarzes Kalb stark schwitze und dampfe.

### Drittes Verhör
Drittes Verhör am Donnerstag, den 16. Mai 1680. Besetzt wie bisher. Dauer mittags 13.00 bis abends 17.00 Uhr. Der Ehemann der Malefikantin, Andreas Endriß, Hufschmied, 75 Jahre alt, wird zuerst vorgerufen. Nach Feststellung seiner Personalien über alle Einzelheiten aus dem Leben und Betragen seiner Frau befragt, sagt er, sie sei eine unausstehlich widerwärtige, unverträgliche Person, die ihm öfters entlaufen sei, ohne Veranlassung immer gezankt, ihm den Teufel und Hagel gewünscht, ihn Lump, Schuldenmacher und noch Ärgeres gescholten habe, die er deshalb aber auch oft geschlagen, wie einen Ochsen. Etwas anderes Unrechtes oder Verdächtiges in Reden oder Gebärden habe er bei ihr niemals, weder tags noch nachts, sehen und merken können.
Nachdem er entlassen war, wurde die Verhaftete vorgeführt und ihr alle bisherigen Zeugenaussagen samt den früheren Klagen nach und nach vorgehalten, und sie bei jedem Punkt zur Klagebeantwortung aufgefordert. Ihre Entgegnungen waren durchweg ganz vernünftig, manches erklärte sie auf die einfachste, natürlichste Weise, anderes stellte sie einfach in Abrede, von vielem sagte sie, das sei ihr ganz unbekannt usw. Damit begnügte sich aber der Richter nicht. Er ließ den Maurer M. Allgaier rufen, stellte ihn nach geleistetem Handgelübde ihr gegenüber und forderte ihn auf, alle seine Angaben ihr selbst zu sagen.
Das tat er mit großem Eifer und brachte auch noch Beschuldigungen betreffs seines verunglückten Viehes. Doch dies alles zeigte keine Wirkung: Sie beteuerte ihre Unschuld und sagte, Krankheiten und Unglück können wohl durch Verhängnis Gottes, aber gewiss nicht durch den Willen eines alten, schwachen Weibes entstehen.
Weil der Richter nun deutlich sah, dass hier in Güte ein erwartetes Schuldbekenntnis nicht heraus zu bringen sei, wurden die beiden Scharfrichter gerufen. Er erinnerte sie an Treue, Verschwiegenheit und Enthaltsamkeit von aller Rachgier und befahl ihnen, dieses verstockte Weib, das sich durch Zureden nicht gewinnen lasse, ad locum torturae (in die Folterkammer) zu führen, ihr dort alle zur Folter tauglichen Instrumente vorzuweisen und deren Anwendung zu erklären. Entsetzt hörte sie zu und blickte erschreckt auf die schauerlichen Vorbereitungen. Sie zitterte. Der Richter ermahnte zum Geständnis. Doch sie fasste sich, sie fühlte sich dieser düsteren Anklagen nicht schuldig. – Nun wurde sie gefasst, auf den Marterstuhl gesetzt, die Arme wurden ihr mit Gewalt nach rückwärts gezogen, eine gedrehte Schnur wurde um ihre Handgelenke geschlungen und weiter hinauf so fest um beide Arme gewunden, dass in den Zwischenräumen Wülste hervorquollen. Während des Bindens schrie sie, bat um Gnade und versicherte ihre Unschuld.
In kurzer Zeit wurde sie ruhiger, schien einzuschlafen und ungefähr nach einer halben Viertelstunde in eine Ohnmacht zu sinken. Aufgebunden, zur Besinnung gekommen und aufgefordert die Wahrheit zu bekennen, sagte sie, sie habe schon bekannt, sie sei keine Hexe, aber man glaube ihr nicht. Um 5 Uhr wurde dann der Akt geschlossen und sie ins Gefängnis zurückgeführt.

### Viertes Verhör
Viertes Verhör und peinliches Examen am Freitag, den 17. Mai 1680. Dieselbe Herren. 8.00 bis 12.00 Uhr.
Die vorgeführte Malefikantin wird unter Androhung der Folter zum Geständnis ihrer Schuld ermahnt. Sie beharrt in den früheren Angaben, sie sei keine Hexe, sondern redlich, sie bittet, man möchte sie doch mit der Tortur verschonen, sie wolle lieber gleich das Leben hergeben, und wolle darauf leben und sterben, dass sie unschuldig sei. Man soll sie doch durch unmenschliche Schmerzen nicht zum Bekenntnis einer Schuld zwingen, von welcher sie sich frei wisse. Da sie darauf beharrte, wurden um 9.00 Uhr die Scharfrichter hereingerufen und ihnen befohlen, sie auszuziehen, ihr das geweihte Hemd anzulegen und sie in die Folterkammer zu führen. Hier auf den Stuhl gesetzt wurden ihr wie gestern die Hände auf den Rücken zusammengebunden, jedoch zur Schonung der versehrten Hände mit einem gröberen Strick. Während des Bindens schrie sie erbärmlich und rief Gott und alle Heiligen um Beistand an.
Nun sollte sie aufgezogen werden. Zu diesem Zwecke befand sich oben an der Decke über dem Folterstuhl ein Flaschenzug, über welchen ein Seil ging. Letzteres endete an dem herabhängenden Ende mit einem großen eisernen Haken; während sein anderes Ende an einer mit einer Kurbel versehenen an der Wand befindlichen Walze befestigt war. Auf den Befehl „Zieht!“ hing der eine Scharfrichter den Haken zwischen den zusammengebundenen Händen fest und der andere rollte das Seil durch Drehung der Kurbel auf der Walze auf. Dadurch wurden ihr die Arme verkehrt und umgedreht langsam in die Höhe gezogen. Als die Hände der Inquisitin über den Kopf heraufkamen, die Schulterhöhen sich abwärts drehten, die Achselhöhlen verschwanden, die Gelenke knackten und der Leib mit vorgebeugtem Kopfe vom Stuhle gerückt wurde, ertönte ihr Geschrei wahrhaft erschreckend, und bevor sie ganz frei hing, stieß sie hervor: „Ablassen, ablasse, ich will eine Hex sein, wie ihr verlangt, ich bin die größte Hex.“ Sogleich wurde unterbrochen. Der Scharfrichter renkte ihre Gliedmaßen ein, setzte sie auf den Stuhl und besprengte sie, da sie Schwachheit zeigte, mit Weihwasser. Kaum hatte sie sich etwas erholt, wurde sie ermahnt zu bekennen. Tief aufatmend sagte sie, was soll ich sagen, die Schmerzen haben mich zur vorigen Angabe gezwungen, ich bin keine Hex. „Aufziehen! Ganz aufziehen!“, lautete des Richters Befehl, der sofort ausgeführt wurde. Trotz Schreiens und Versprechens ließ man sie jetzt drei Vaterunser lang frei hängen. Nun wurde sie heruntergelassen, mit Weihbrunnen und Essig gesalbt und dann untersucht. Die bisherige Willenskraft der Unglücklichen war durch die ungeheuren Schmerzen momentan abgeschwächt, sie vermochte nicht zu widerstehen, sondern ging auf die meisten Fragen des Richters ein. Sie bekannte, sie sei eine Hex, der Teufel sei köstlich schwarz gekleidet zu ihr gekommen, sie habe ihm versprochen zu dienen und Geld von ihm bekommen, das aber später zu Rosskot geworden sei, sie habe ihm auch versprochen mit ihm auszufahren.
Auf weitere Fragen, ob der Teufel sonst nichts verlangt, nichts mit ihr getrieben, wollte sie nicht eingehen, weshalb sie zum zweiten Mal aufgezogen wurde. Nachdem sie sechs Vaterunser lang gehangen und weiteres Bekenntnis versprochen hatte, wurde sie herabgelassen. Nun bekannte sie, der Teufel habe Unzucht verlangt und mit ihr getrieben, worauf ein sehr schamloses Inquirieren (Untersuchen) folgte, um diese Unzucht nach allem Detail zu erforschen, so dass die arme, erschöpfte Angeklagte ganz verwirrt wurde und nicht wusste, was sie antworten sollte. Der Richter glaubte, sie wolle mit diesem Bekenntnis nicht heraus und so wurde sie zum dritten Mal hochgezogen und eine halbe Viertelstunde in der Schwebe gelassen. Herabgelassen und aus einer Ohnmacht erweckt bat sie um Gottes Willen, man solle sie nicht länger peinigen, sie wisse nichts mehr, man solle ihr das Recht antun, sie wolle gern sterben. Weil es sehr kühl war, schüttelte sie der Frost und sie verfiel wieder in eine Ohnmacht. Nun wurde sie der Bande entledigt, mit Weihwasser und Essig erlabet in das Gefängnis zurückgebracht, womit dieses peinliche Examen endete.

### Fünftes Verhör
Fünftes Verhör am Samstag, den 18. Mai 1680, vor denselben Personen. Morgens 8.00 bis 10.00 Uhr.
Heute wurden der Malefikantin ihre gestrigen Bekenntnisse vorgehalten, damit sie dieselben freiwillig bestätige. Dabei zeigte sie sich aber ganz variabel, indem sie teils widerruft, teils bekennt, sie sei eine Hexe, dann wieder behauptet, sie habe so sagen müssen, da man ihr die Wahrheit nicht glaube. Weil mit ihr so nichts auszurichten war, wurde sie wieder ins Gefängnis abgeführt und dieser Akt geschlossen.

### Sechstes Verhör
Sechstes Verhör und peinliches Examen am Mittwoch, den 22. Mai 1680. Dieselben Personen. Morgens 6.00 bis 10.00 Uhr.
Die Verhaftete wird in Güte erinnert, ihr in der Tortur gemachtes Bekenntnis zu bestätigen. Sie antwortet, so wenig dieses kleine Hölzle, das sie vom Boden nehme, den Leuten Schaden getan, ebenso wenig sei es von ihr geschehen; für diese Wahrheit wolle sie Leib und Leben hergeben und sich der Höllenpein aussetzen, wenn sie’s getan. Das in der Folter Bekannte sei ihr durch Schmerzen abgezwungen worden.
Weil sie also in Güte wieder nicht bestätigte, wo wurde sie den Scharfrichtern übergeben. Sie sollen sie zuerst entkleiden und untersuchen, ob sie keine Hexenzeichen am Leibe habe, ihr alsdann das geweihte Hemd anziehen und sie in die Folterkammer führen. Die Scharfrichter berichten, sie hätten bei ihr am heimlichen Orte zwei gelblich und bläulich aussehende Tupfen von der Größe eines Kreuzers (was vielleicht als ein neues Indiz gewertet wurde) gefunden. Nun wurde sie auf den Folterstuhl gesetzt und gebunden, wobei sie zu Gott um Hilfe schrie, aber nicht bekannte und deshalb aufgezogen wurde. Nachdem sie eine Miserere lang gehangen, versprach sie zu bekennen. Heruntergelassen wiederholte sie den alten unflätigen Unsinn vom Teufel und als man noch mehr davon wissen wollte, bat sie den Scharfrichter, ihr zu sagen, was sie jetzt antworten müsse. Auf dieses hin wurde sie zum zweiten Male aufgezogen. Sie schrie erbärmlich, sie sei eine Hexe, sie habe alles verhext, man soll sie wegschaffen, sie habe den Teufel bei sich, im Gefängnis, im Bett, überall, dann wieder: „Komm Jesus Maria, komm Teufel, holet mich!“
Nachdem sie eine Viertelstunde gehangen und das Seil zweimal verrottlet war, wurde sie auf den Stuhl gelassen. Nach Labung mit Weihbrunnen und Essig sollte sie weiter angeben, da sie aber mit den Einzelheiten der Satanswollust nicht gründlich herauswollte, wurde sie zum dritten Male angeschlagen und aufgezogen. Trotz allen Lamentierens und Versprechens, dreimaligen Seilschnellens, eineinhalb viertelstündigen Hängenlassens, nachherigen Bekenntnisses, sie habe Gott und die Heiligen verleugnet, mit dem Teufel einen Bund eingegangen, sei mit ihm oft zu Hexentänzen ausgefahren, wo die Tänze stattgefunden, wer dabei gewesen etc. wurde sie zum vierten Mal aufgezogen. Während sie hing, hörte man ein Tätschen und sie schrie, der Scharfrichter schlage sie, was aber nicht der Fall war. Das muss wohl der Teufel getan haben. Schließlich wurde sie ganz obstinat (rebellisch) und man hat befunden, dass der Tortur für heut’ genug sei, weshalb sie nach einer halben Viertelstunde herabgelassen wurde. Danach erzählte sie mit stiller gebrochener Stimme von Gottesverleugnung, Teufelsbuhlschaft, Hexentänzen, Schadenmachen und dergleichen. Als sie stockte, fragte sie den Meister Enderle, was weiter? Und begehrte eine Prise von ihm. Nun wurden ihr das Hemd aus- und ihre Kleider angezogen, worauf sie ins Gefängnis verbracht und diese peinliche Frage beendet wurde.

### Siebentes Verhör
Siebentes Verhör am Donnerstag den 23. Mai 1680, durch dieselben Personen von morgens 9.00 bis mittags 12.00 Uhr.
Heute sagte die Inquisitin erstmals auf gütlichen Zuspruch freiwillig, sie sei eine Hexe und bestätige alle in der Tortur gemachten Bekenntnisse; mehr wisse sie aber nicht. Auf weitere Fragen über nähere Umstände, Teufelsbeischlaf, Ausfahren, ihre Gespielen, verübte Schäden und dergleichen bekannte sie – offenbar verwirrt und erschöpft – einen Unsinn nach dem anderen, wie man ihr solche in den Fragen nahelegte, verwickelte sich aber dabei in viele Widersprüche. Darauf aufmerksam gemacht, seufzte sie gar stark und jammerte, sie wolle gern alles recht sagen, wenn sie es nur wüsste. Auf neue Fragen kommt zur Antwort, sie sei eben eine Hex und habe auch getan, was andere Hexen tun, wisse es aber nicht recht. Man soll sie wegtun, nicht lang im Gefängnis lassen, in der kommenden Woche, also in der Kreuzwoche, das Haupt nehmen, was sie lieber ausstehe als in der Folter zu sterben. Über die vorliegenden Indizien befragt, bekannte sie einmal und leugnete nachher wieder so etwas getan zu haben. Hierauf wurde sie unter Androhung weiterer peinlicher Fragen ins Gefängnis abgeführt.
Weil es den Richtern schien, sie sei ganz in der Hexerei verhärtet und wolle nicht bekennen, beschlossen sie, Bader-Ann morgen, solange man die Scheidung Christi läute, mit Gewichten aufzuziehen, dann werde sie wohl bekennen müssen.

### Achtes Verhör
Achtes Verhör und peinliches Examen am Freitag, den 24. Mai 1680, von 10.00 bis 12.00 Uhr vormittags.
Heute wurde die Malefikantin sogleich entkleidet und in das Hexenhemd gesteckt. Dann wurden ihr die gestrigen Widersprüche vorgehalten und ihr mit schärferer, peinlicher Frage gedroht, wenn sie sich wieder so wandelbar, unwahrhaft, verstockt und halsstarrig erzeige und alle Indizien ableugne. Als sie danach auf alle Fragen wie zuvor reagierte, wurde sie gleich zur Folter geführt und gebunden, wobei sie sehr über ihre versehrten Hände gejammert und tiefe Atemzüge getan hat. Auf Befehl zogen sie die Scharfrichter erst ohne Gewicht auf. Unter Schreien versicherte sie, sie möchte gerne bekennen, aber der Teufel verhindere sie. Heruntergelassen erfolgten die alten Angaben, doch stockte sie bald. Unterdessen war es 11.00 Uhr.
Man band ihr jetzt einen Steinblock von 20 Pfund Schwere an beide große Zehen, und wie man die Scheidung Christi läutete, zog man sie mit demselben ganz von der Erde auf. Sie ließ einige Mal verdächtig den Kopf schnappen, als winke sie jemanden. Als sie hierauf mit Weihwasser besprengt war, betete sie mit gebrochener Stimme das Vaterunser. Mit einmal erhob sich aber ein großes Getümmel, wie man innen meinte auf der Laube, der außenstehende Stadtknecht glaubte aber, es wäre in der Folterkammer und eilte herein. Inzwischen war eine schwarze Maus aus einer Ecke blitzschnell dem Folterstuhl zugesprungen. Die Scharfrichter schlugen mit Stöcken, der Stadtknecht mit dem gerade in der Hand haltenden Schlüsselbund beständig auf die Maus los, konnten sie aber nicht treffen, indem sie zwischen Stöcken und Schlüsseln auf und niedersprang, als ob sie Flügel hätte. Der Bürgermeister eilte mit Geweihtem herzu, und im Augenblicke verschwand die Maus und es wurde Stille. Von den Schlüsseln waren jedoch die meisten krumm oder zerbrochen. (Der an dieser Stelle überlieferte Kommentar lautet, dass das wohl der Teufel gewesen war, der seine Freundin zu befreien suchte!)
Die Inquisitin war unterdessen in einen tiefen Schlaf verfallen, aus dem man sie durch Schnellenlassen des Seiles weckte. Herabgelassen zeigte sie sich ganz schwach, lag lange Zeit mit geschlossenen Augen da und holte tief Atem. Schließlich erwacht, bat sie, man möchte sie doch nicht so elend machen. Nun wieder Fragen und Antworten, da aber manches nicht ganz im Sinne des Richters erfolgte und sie besonders nicht wusste, was sie alles vom Teufel empfangen und wozu sie es habe gebrauchen müssen, so wurde sie nochmal mit dem Block aufgezogen. Sie schrie zu Gott um Hilfe, betete, er wolle sie nicht verlassen, beklagte sich über angetanes Unrecht, versicherte, sie wisse nichts mehr etc. Nach einer Weile wurde sie ruhig, schloss die Augen und schlief ein, wobei sie schnarchte. Weil das der durch den höllischen Verführer verhängte Hexenschlaf war, musste sie nach Beräucherung mit Weihrauch und schwarzem Kümmel, durch angezündeten, unter die Nase gehaltenen Schwefel und starke Erschütterung des Seiles geweckt werden. Sie „flerrte“ das „Maul“ (verzog den Mund) gräulich, stieß einige Schreie aus, seufzte: „Gott hilf mir bald!“ und wurde dann wieder still.
Danach gab ihr der Scharfrichter mit der Rute fünf Streiche auf den Rücken, die sie aber im Schlafe nicht empfang, weshalb er sie an den Seiten packte und stark schüttelte. Jetzt öffnete sie die Augen und sagte, er stoße ihr das Herz ab, steche sie mit Nadeln, zwinge sie zu lügen, glaube ihr nicht. Dann wieder, sie sei eine Hexe, habe alles Böse getan, was Hexen tun, man solle sie doch nicht so sterben lassen, sie wolle alles sagen. Nachdem sie in dieser Folter über eine halbe Stunde gehangen, auch das Seil dreimal stark gerüttelt war, man gesehen hatte, dass für diesmal der Tortur genug geschehen sei, wurde sie langsam auf den Stuhl zurückgelassen und des Blockes und der Bande entledigt. Nach kurzer Ruhe wieder zum Geständnis gemahnt, beantwortete sie einige unsinnige und schamlose Fragen ganz ad formam, bekannte auch vom Teufel Sachen empfangen zu haben, um damit Schaden anzurichten, will aber Namen und Anwendungsweise dieser Sachen nicht wissen. Weil sie endlich nicht mehr sprechen wollte oder konnte, wurde sie angekleidet und ins Gefängnis geführt.
Da der bisherige Verlauf der Inquisition die Richter nicht befriedigte, beschlossen sie, ein Gutachten von einem dieser Sachen kundigen auswärtigen Rechtsgelehrten einzuholen. Die Wahl fiel auf den kürzlich als Truchsess-Waldburgischen Beamten, nach Scheer gekommenen Dr. Heinrich Ludwig von Holzingen, dem man alsbald das gesamte Aktenmaterial überschickte, das er samt seinem Glaborate (Gutachten) am 1. Juli wieder zurücksandte.
Dieses Gutachten, ein sehr gründlich sein sollendes, umfangreiches, aber nach unsern Begriffen ein ganz erbärmliches Aktenstück, sagt, dass die Bader-Ann nach ihrem Bekenntnis der Hexerei, der Beschlafung vom Teufel, der Tanzbesuchung, der Verleugnung Gottes und seiner Heiligen und nach den hieraus fließenden Effekten und Spezialitäten, mit welchen sie auch die beschworenen Zeugenaussagen beschwert, sodann nach dem an ihrem Leibe gefundenen Teufelszeichen und nach den bei der Tortur eingetretenen Umständen, offenbar eine wahre und recht verhärtete Hex sei, welche ohne Zweifel nur wegen allerhand Spezialpakten und Versprechungen, womit sie der Teufel versehen, die bisherige Tortur fast verachtet und die Einzelheiten ihrer Verbrechen nicht bekannt habe.
Daher seien nach der allgemeinen Praxis bei ihr noch schärfere Torturen anzuwenden, entweder durch Schlafberaubung während einer Nacht und darauf folgendes Aufziehen mit schweren Gewichten, oder durch das Bockspannen, welches die Glieder nicht ausrenke und doch unglaubliche Schmerzen verursache, oder durch den Daumenstock, die Beinschrauben oder andere das Fleisch stark angreifende Instrumente. Vor Anwendung solcher Torturmittel soll man ihr Dreikönigswasser, Oster- und Pfingsttauf, auch Weihrauch mit Malefizwachs vermischt, oder andere benedizierte Sachen eingeben, ihr eine Teufelsgeisel, ein Agnusdei oder ähnliches anhängen, sie auch vorher anhalten dem Teufel zu widersagen, denn dergleichen Trank und Prozeduren hätten seines Wissens viele ganz erhärtete Hexen schon vor der Tortur zum Bekenntnis gebracht. Sollte sie aber auch nach drei solchen Torturen wieder nur im Allgemeinen bekennen, dass sie eine Hexe sei, alle Untaten wie andere Hexen getan, sich mit dem bösen Feinde öfters vermischt, sich demselben durch Pakt ergeben, Gott und die Heiligen verleugnet, durch Ausfahren die Hexentänze besucht und dergleichen, so müsse ihr nach alter Praxis, ungeachtet der nicht bekannten Spezialumstände, unbedenklich der endliche Prozess dennoch gemacht werden.
Diese schwulstigen Ausführungen hat er mit einer Menge Zitate aus den Schriften verschiedener Hexenschmecker belegt und bedauert dabei, dass er seine Kriminalisten noch nicht bei der Hand habe.

### Neuntes Verhör
Neuntes Verhör am Montag, den 3. Juni 1680, von 10.00 bis 12.00 Uhr vormittags und von 14.00 bis 19.00 Uhr abends.
Nach Einnahme geweihter Sachen musste die Verhaftete dem Teufel absagen und christlich zu leben und sterben versprechen. Dann sollte sie freiwillig bekennen, sagte aber, das Frühere sei nicht alles richtig, sie habe in der Pein oft angegeben, was ihr gerade ins Maul gekommen, sie sei keine Hexe. Auf diesen Wankelmut hin mussten die Scharfrichter ihr Hexenzeichen untersuchen und haben durch Hineinstechen mit der Nadel gefunden, dass es unempfindlich, also ein wirkliches Stigma des Teufels sei. Mit Androhung der Folter würde man sie endlich wieder zu einigen Angaben bringen. Hierauf Interstitium bis 14.00 Uhr. Auf ernstliches Ermahnen und Drohen kamen nachmittags wieder mehrere Bekenntnisse. Darunter neu: Sie sei schon 35 Jahre eine Hex, das Zeichen habe ihr der Teufel mit seinem Peitschenstöckle eingedrückt, er habe ihr Hexensalbe gegeben, womit sie Vieh und Leute lahm und krank gemacht und vieles verderbt habe, benennt auch eine Menge Personen, denen sie damit geschadet. Die Hexentänze, zu welchen sie gewöhnlich auf einen Stück Vieh ins Teufels Namen ausgefahren, seien meistens an Sonn- und Feiertagen unter irgendeinem Hexenbäumle bei Gammertingen, Inneringen, Riedlingen, Hohentengen oder Veringen gehalten worden, dabei sei unter großer Lustbarkeit und allerlei Unfug bei Pfeife und Geige getanzt und tüchtig geschmaust und gezecht worden. Wein, Fleisch und anderes habe man den Leuten aus Haus und Keller genommen. In früheren Jahren habe sie der Hexenkönig sehr lieb gehabt, sie sei oft bei ihm gewesen, habe ihn geküsst, verehrt und vor ihm gekniet, allein in letzter Zeit habe er sie nicht mehr gewollt. Da habe sie meistens bei den Tänzen leuchten müssen und sei ihr die Kerze in partibus posterioribus gesteckt worden. Die alten Weiber würden eben von Teufeln und Menschen verachtet. Das Verhör endete um 19.00 Uhr.
Da die Richter wegen der Wankelmütigkeit an diesem Tage noch nicht befriedigt waren, musste die Malefikantin die folgende Nacht zur Verhinderung des Schlafes durch drei Wächter verwacht werden.

### Zehntes Verhör
Zehntes Verhör am Dienstag, den 4. Juni 1680, von 7.30 Uhr vormittags und von 14.00 bis 18.30 Uhr nachmittags.
Heute hat sich die Malefikantin ganz schwach erzeigt; Hunger, Angst und Frost während einer vierwöchentlichen strengen Gefangenschaft, die brennenden Schmerzen der verrenkten Glieder und überspannten Sehnen, die quälende Gewalt des zurückgehaltenen Schlafbedürfnisses, die Gewissheit eines baldigen ehrlosen, schmachvollen Todes mussten alle Kräfte einer 61-jährigen Frau total brechen und sie einer Sterbenden gleich machen. Nun kam das Verhör: Sie vermochte nicht mehr zu widerstehen, sie musste alles über sich ergehen lassen, sie bestätigte alle früheren Geständnisse, sie machte eine Menge neuer, sie bekannte alles, was man ihr vorhielt, sie hatte alles Unheil und Unglück angestiftet und verursacht, dessen sie bisher angeklagt oder verdächtigt worden war, sie hatte sogar viele Schäden angerichtet, welche die Beschädigten selbst nicht einmal ahnten oder wussten. – Nun hatten die Richter endlich, was sie wollten, und das Protokoll sagte: weil dieses Bekenntnis an den Tag gegeben, dass man ohne Bedenken mit der Exekution fortschreiten kann, also ist das Examen zu enden.

### Schlussverhandlung am Mittwoch, den 5.Juni 1680
Zuerst wurden der Malefikantin ihre Bekenntnisse alle vorgelesen. Nachdem sie diese alle bestätigt und sich neuerdings dazu bekannt hatte, mussten die für heute bestellten Zeugen, sieben ehrenhafte, unparteiische Bürger, eintreten. In deren Gegenwart wurde nun der von allen Banden befreiten Verhafteten die Urgicht, d. h. eine summarische Zusammenstellung aller ihrer Bekenntnisse, jedoch ohne Benennung der betreffenden Personen, deutlich vorgelesen und ihrerseits ganz freiwillig von Wort zu Wort als richtig bestätigt. Demnach bekennt sie:
1. Sie habe sich vor 35 Jahren dem bösen Feind mit Leib und Seele für eigen ergeben, Gott und alle Heilige verleugnet, und dem Teufel versprochen alles Böse zu tun, was er ihr befehle.
2. Sie habe sich von ihrem Buhlgeist, dem ledigen Satan, nach seinem Gefallen zu dem abscheulichen Laster der Unzucht gebrauchen lassen.
3. Sie habe von ihm Hexensalbe empfangen, mit welcher sie Menschen und Vieh beschädigt, sei mit ihm neben andern Hexen auf die nächtlichen Tänze gefahren, habe sich dabei vielfach belustigt, sei zur Beschaffung des Weins in verschiedene Keller gefahren und habe viel andere Abenteuer dabei verübt.
4. Sie habe mit Hilfe des Teufels einige Hagelwetter gemacht und die Feldfrüchte verdorben.
5. Sie habe vielen Personen, teils weil dieselben einen bösen Verdacht auf sie gehabt, teils sonst sich mit ihr entzweit hatten, Krankheiten angetan; so habe sie zwei Weiber durch Berühren krumm und lahm gemacht, zwei andern verhexte Sachen gegeben, einer Mannsperson durch Anhauchen große Krankheit und Schmerzen gemacht, und zwei Kinder so verzaubert, dass sie gestorben seien.
6. Sie habe durch Anhauchen, Schlagen und Berühren viel Vieh verhext und hingerichtet, und zwar einem Mann einen Schimmel, einem andern einen Rappen, wieder mehreren andern acht Pferde, zwei Füllen, drei Kälber und etliche Schweine, ihr selbst elf Stück, ebenso habe sie einer Kuh die Milch genommen und sei auf manchem Stück Vieh auf die Hexentänze ausgefahren.

Die Freiwilligkeit dieser Bekenntnisse bestätigen die Zeugen durch ihre Namensunterschriften.
Nach diesem Akt wurde das Urteil gefällt und der Malefikantin der Tod angekündigt, welchen sie nach drei Tagen, also am Pfingstsamstag, den 8. Juni, zu erwarten habe. Danach führte man sie in eine besondere Stube des Rathauses und ließ die Geistlichen rufen, die sie zur Buße ermahnen und würdig vorbereiten sollten. Die Akten übergab man dem Fürsten Maximilian (Hohenzollern-Sigmaringen), der die zum Lebendigverbrennen Verurteilte zum Schwerte begnadigte, wenn sie sich bis an ihr Ende recht bußfertig zeige, der tote Körper solle jedoch ins Feuer geworfen und zu Pulver und Asche verbrannt werden.

### Exekution
Die Exekution wurde am Samstag vor Pfingsten, den 8. Juni 1680, vollzogen.
Morgens um 8.00 Uhr versammelten sich der Stabhalter, die zwölf Richter und der Stadtschreiber alle in schwarzen Mänteln auf der offenen Laube des Rathauses zu Veringenstadt, um öffentlich Gericht über die arme Sünderin zu halten. Der Rentmeister Franz Wilhelm Schneider brachte als herrschaftlicher Fiskal und Anwalt die Anklage vor und das Gericht hatte seinen Fortgang nach K. Karls Malefiz-Gerichtsordnung. Nach Anerkennung des Rechtes hat man der Malefikantin nochmal ihre Urgicht, danach das Urteil und die Begnadigung zum Schwert vorgelesen, hierauf den gebrochenen Gerichtsstab vor ihre Füße geworfen und sie danach mit dem Läuten der großen Glocke und in Begleitung der Geistlichen, des Gerichts, der Wächter, Schützen und einer großen Volksmenge zur gewöhnlichen Gerichtsstätte ausgeführt. Dort wurde sie auf ein aufgemachtes Gerüst gebracht, mit verbundenen Augen auf einen Stuhl gesetzt und unter lauter Abbetung des Vaterunsers bei der Bitte: „Erlöse uns vom Übel“, durch den Scharfrichter Enderle enthauptet. Den Leichnam legte man auf den Scheiterhaufen, wo er zu Asche verbrannte, dabei ist überliefert, dass, nachdem der Holzstoß angezündet wurde, eine abscheulich dicke Kröte aus dem Haufen heraus und bald wieder hineingekrochen sei, auch einige große Raben seien mehrmals ganz nahe auf die Flamme hin und alsdann unter Schreien davongeflogen, was Jakob Heberle, Johann Eggstein und viele andere gesehen haben wollen.

## Geschichtliche Aufarbeitung des Hexenprozesses gegen die Bader Ann in der lokalen Bevölkerung

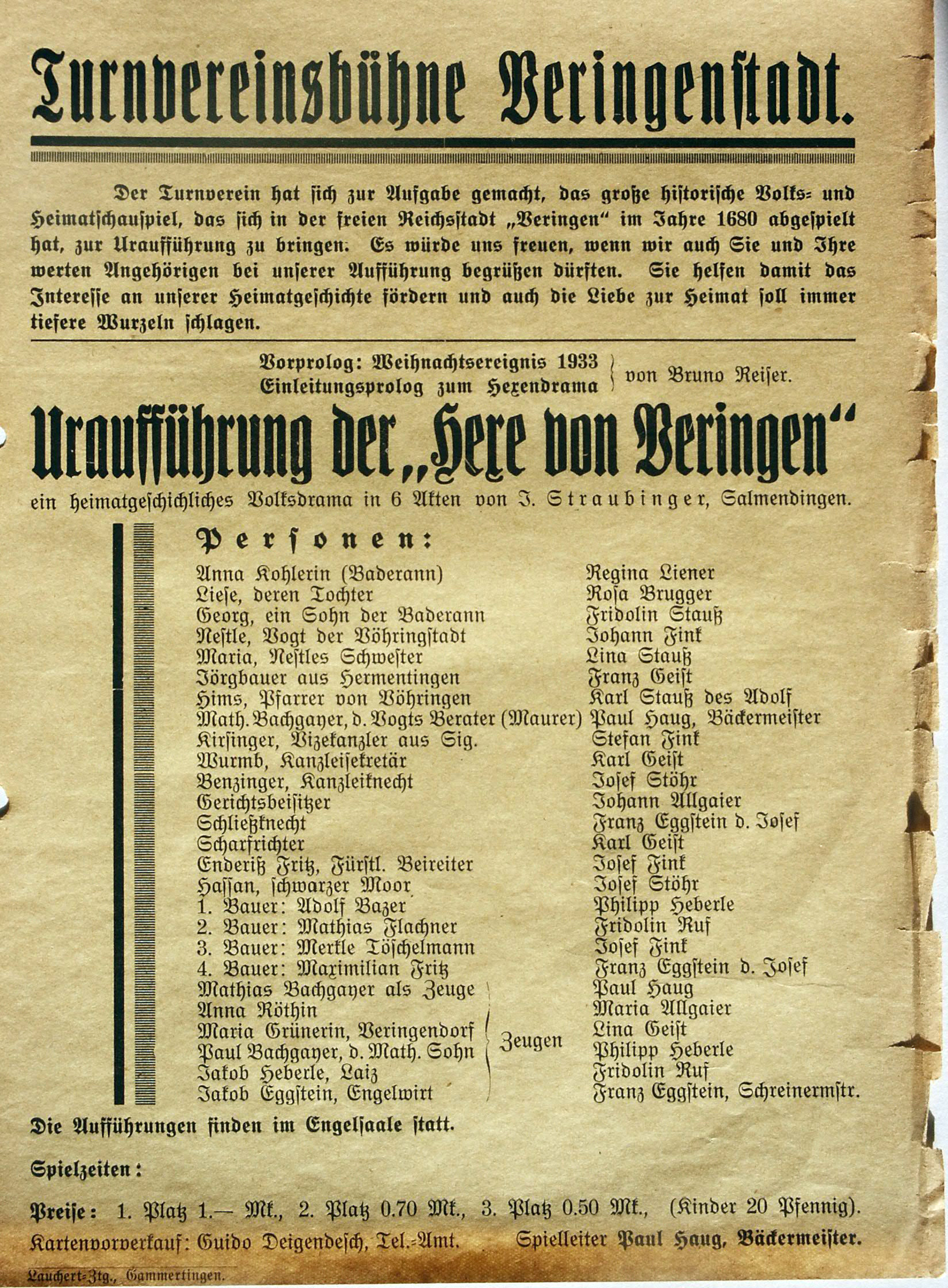
Uraufführung der Hexe von Veringen von J. Straubinger, Salmendingen. Dezember 1933 in Veringenstadt.

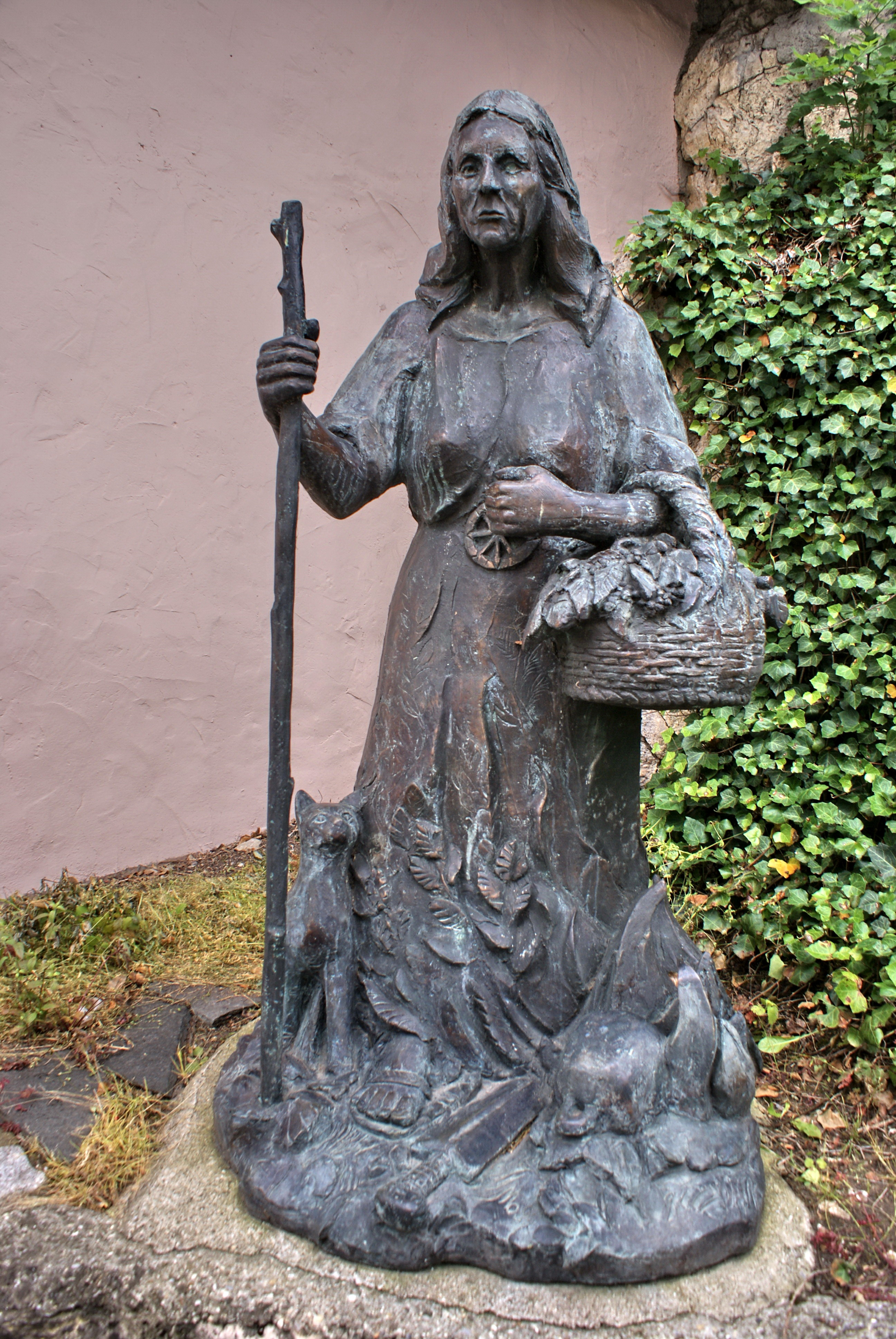
1994 errichtete Skulptur zur Erinnerung an die als „Hexe“ hingerichtete Bader-Ann in Veringenstadt (Künstlerin: Monika Geiselhart (Reutlingen))

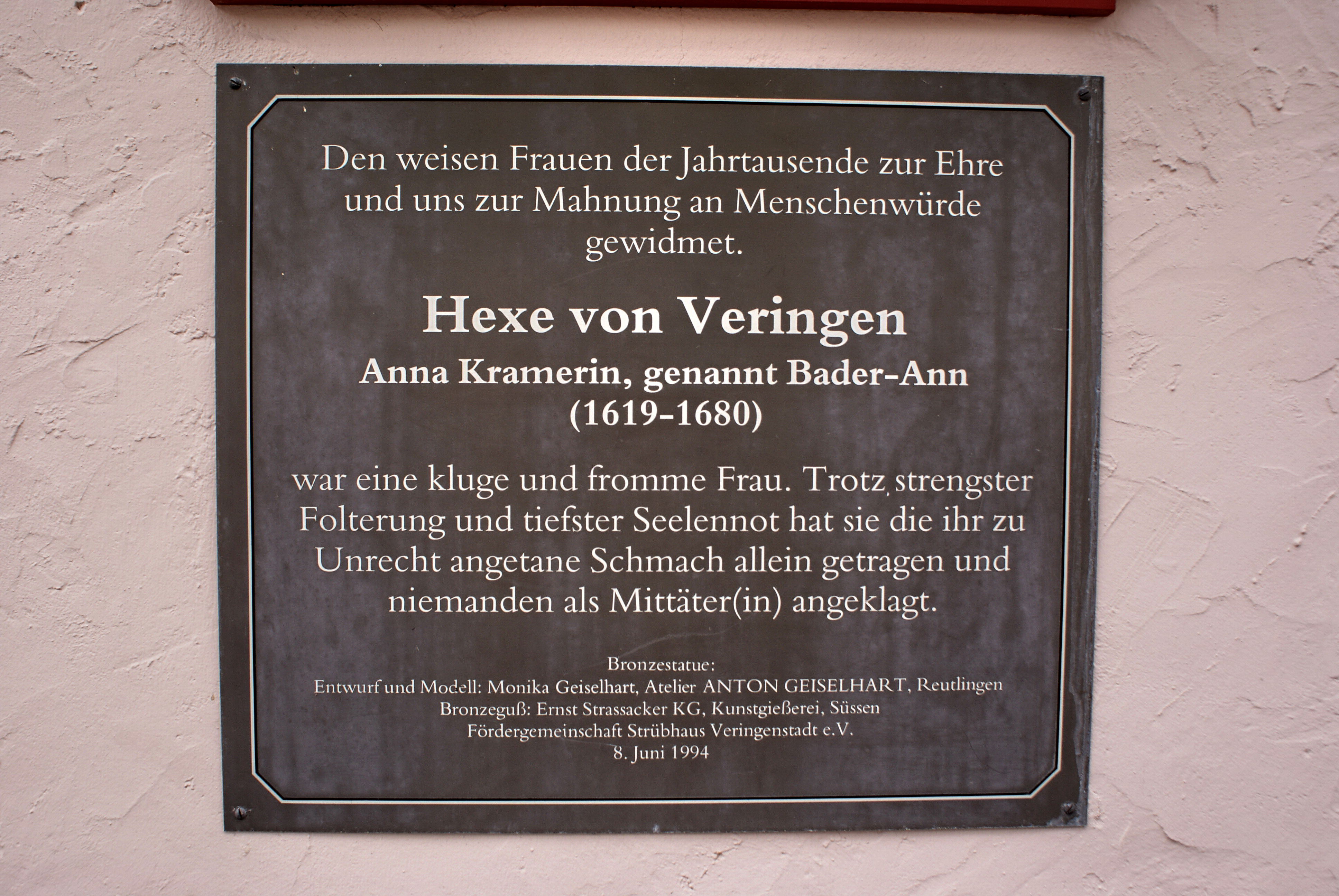
Mahntafel zur Erinnerung an die „Hexenverfolgung“

Um 1865 entdeckte der Lehrer Sebastian Locher unter einem Kasten im Veringenstadter Rathaus die vergilbten Akten eines Hexenprozesses vom Jahre 1680. Mit großem Eifer lernte er Lateinisch, weil das Protokoll des Hexenprozesses teilweise lateinische Passagen besaß und er sie übersetzen wollte. Er erstellte die erste Transkription des Protokolls und stellte diese am 10. Juli 1876 in der Generalversammlung des Vereins für Geschichte und Altherthumskunde in Hohenzollern in Sigmaringen vor.
Anfang der 1920er Jahre erschien im Unterhaltungsblatt des Schwarzwälder Boten ein Artikel von Ernst Hettinger mit dem Titel „Die Hexe von Veringen. Eine kulturgeschichtliche Erzählung aus den Hohenzollernschen Landen“. Der Verfasser hat es mit dem „kulturgeschichtlich“ nicht sehr ernst genommen, und die Gemüter der Veringer Bürger gerieten in helle Aufregung. Sie betrachteten den Prozess als Schandfleck ihrer Stadt. Ein ehrsamer Bürger war darüber so ungehalten, dass ihm das Wort entschlüpfte: „Verbrennen sollte man den ganza Hexenprozeß; s´ischt a Schand für die ganze Gemeind. Man kann ja nimmer unter d´Leut.“
Solche Worte kamen auch dem damaligen Pfarrer von Veringenstadt Ignaz Bogenschütz zu Ohren, er dachte bei sich „der Mann hat recht; wenn unsere Ururahnen so dumm-feindselig gewesen sind, wie sie der Ernst Hettinger schildert, dann können wir nicht stolz sein auf unsere Väter. Doch halt, man könnt ja selbst einmal den Hexenprozeß ansehen und, wenn´s gerade nicht so schlecht geschrieben ist, durchlesen.“ Daraufhin verfasste Bogenschütz das Buch „Der Hexenprozeß von Veringen“. Dieses Buch war nach den Prozessakten bearbeitet und es setzte ein Wandel in der Bevölkerung ein. Die Prozessakten wurden als mahnendes Dokument für Unrecht und als ein herausragendes Dokument der eigenen Stadtgeschichte betrachtet.
J. Straubinger aus Salmendingen verfasste Anfang 1933 das Theaterstück „Die Hexe von Veringen“.
Welchen Stellenwert der Hexenprozess plötzlich im Selbstbewusstsein der Bevölkerung gewann, zeigt sich darin, dass die Theatergruppe des Turnvereins Veringenstadt im Jahre 1933 aufführte und eine überwältigende überregionale Reaktion auslöste. Das Stück wurde mehrfach auch auswärts aufgeführt, da sich ganze Schulen zum Besuch anmeldeten.
Mitte der 1970er Jahre regte Pfarrer Otto Kohler dazu an, zur Erinnerung an die auf dem „Galgenbühl“ hingerichteten Menschen ein Mahnmal zu errichten. Die Anregung wurde jedoch nicht umgesetzt.
Die historische Person der „Bader Ann“ wurde vom 1984 gegründeten Fastnachtsverein Kräuterhexen Veringenstadt e. V. aufgegriffen. Die Figur der Fastnachtshexe, hier als „Kräuterhexe“ bezeichnet, nimmt direkten Bezug auf Anna Kramer. Das Kostüm entstand nach der Vorlage des historischen Hexenhemds von Veringenstadt, zusammen mit einem Hexenbesen. Zuletzt wurde 2013 die zentrale Einzelfigur der „Teufels-Hex“ eingeführt.
1994 errichtete die Aktionsgemeinschaft Strübhaus eine Skulptur zur Erinnerung an die als „Hexe“ hingerichtete Bader-Ann in Veringenstadt (Künstlerin: Monika Geiselhart, Reutlingen). Die Enthüllung erfolgte im Rahmen des Veringer Forums „Hexenwahn. Stand der Forschung“ am 8. Juni 1994. Im Rahmen des Veringer Stadtfestes wurde ein Historienspiel über die Bader-Ann, verfasst von Erwin Zillenbiller, aufgeführt.